# Eupelmus cicadae
Eupelmus cicadae is een vliesvleugelig insect uit de familie Eupelmidae. De wetenschappelijke naam is voor het eerst geldig gepubliceerd in 1872 door Giraud.